# فرنسوا دوفال
فرنسوا دوفال (بالفرنسية: François Duval)‏ (و. 1672 – 1728 م) هو ملحن فرنسي، ولد في باريس، يستخدم آلات كمان، توفي في فرساي، عن عمر يناهز 56 عاماً.

## روابط خارجية
- فرنسوا دوفال على موقع ميوزك برينز (الإنجليزية)
- فرنسوا دوفال على موقع أول ميوزيك (الإنجليزية)
- فرنسوا دوفال على موقع ديسكوغز (الإنجليزية)